# Algèbre de Hopf quasi triangulaire
En mathématiques, une algèbre de Hopf {\displaystyle H} est dite quasi triangulaire s'il existe un élément inversible {\displaystyle R\in H\otimes H} qui vérifie :
- {\displaystyle \forall x\in H,\ \Delta ^{op}(x)=R\Delta (x)R^{-1}}
- {\displaystyle (1\otimes \Delta )(R)=R_{13}R_{12}}
- {\displaystyle (\Delta \otimes 1)(R)=R_{13}R_{23}}

où :
- {\displaystyle \Delta } est le coproduit de {\displaystyle H}
- Si {\displaystyle \Delta (x)=\sum x_{i}^{(1)}\otimes x_{i}^{(2)}}, alors {\displaystyle \Delta ^{op}(x)=\sum x_{i}^{(2)}\otimes x_{i}^{(1)}}
- Si {\displaystyle R=\sum a_{i}\otimes b_{i}}, alors
  - {\displaystyle R_{12}=\sum a_{i}\otimes b_{i}\otimes 1}
  - {\displaystyle R_{13}=\sum a_{i}\otimes 1\otimes b_{i}}
  - {\displaystyle R_{23}=\sum 1\otimes a_{i}\otimes b_{i}}

## Applications

### Mécanique statistique
À partir des relations précédente, on prouve que {\displaystyle R} fournit une solution de l'équation de Yang-Baxter quantique :

### Algèbre et topologie
La donnée d'un algèbre de Hopf quasi triangulaire permet de construire des représentations du groupe de tresse. Plus précisément, la catégorie des représentations d'une algèbre de Hopf quasi triangulaire est une catégorie monoïdale tressée.